# Asthenes heterura
El canastero de Iquico (Asthenes heterura), también denominado canastero andino o canastero quebradeño (en Argentina) o piscuiz de Iquico, es una especie de ave paseriforme de la familia Furnariidae perteneciente al numeroso género Asthenes. Es nativa del centro oeste de Sudamérica.

## Distribución y hábitat
Se distribuye a lo largo de los Andes del norte de Bolivia (sur de La Paz, Cochabamba, también registros visuales en Chuquisaca y Tarija) y en el noroeste de Argentina (Jujuy, Salta, Tucumán).
Esta especie es considerada poco común en sus hábitats naturales: los arbustales montanos áridos, los bosques bajos y los parches de bosques dominados por Polylepis, entre los 2900 y 4200 m de altitud, más bajo en Argentina (hasta los 2500 m, aún más bajo en los inviernos).

## Estado de conservación
El canastero de Iquico ha sido calificado como casi amenazado por la Unión Internacional para la Conservación de la Naturaleza (IUCN) debido a que habita en una zona moderadamente pequeña y fragmentada y su población, todavía no cuantificada, se presume estar en decadencia debido a la continua pérdida y degradación de sus hábitats de montaña.

## Sistemática

### Descripción original
La especie A. heterura fue descrita por primera vez por el ornitólogo alemán Hans von Berlepsch en 1901 bajo el nombre científico Siptornis heterura; la localidad tipo es: «Iquico, 4000 m, La Paz, Bolivia».

### Etimología
El nombre genérico femenino «Asthenes» deriva del término griego «ασθενης asthenēs»: insignificante; y el nombre de la especie «heterura», se compone de las palabras del griego «ἑτερος heteros»: diferente, y «ουρος ouros»: de cola, significando «de cola diferente».

### Taxonomía
En el pasado ha sido tratada algunas veces como una subespecie de Asthenes pudibunda, pero la estructura de la cola es diferente. Con base en el plumaje y en las similitudes de comportamiento (ambas no sacuden la cola), también se sugirió que sea próxima con A. pyrrholeuca, tanto que las dos han sido confundidas regularmente en campo y en especímenes de museos. Es monotípica.